# 케냐 주재 외국공관 목록

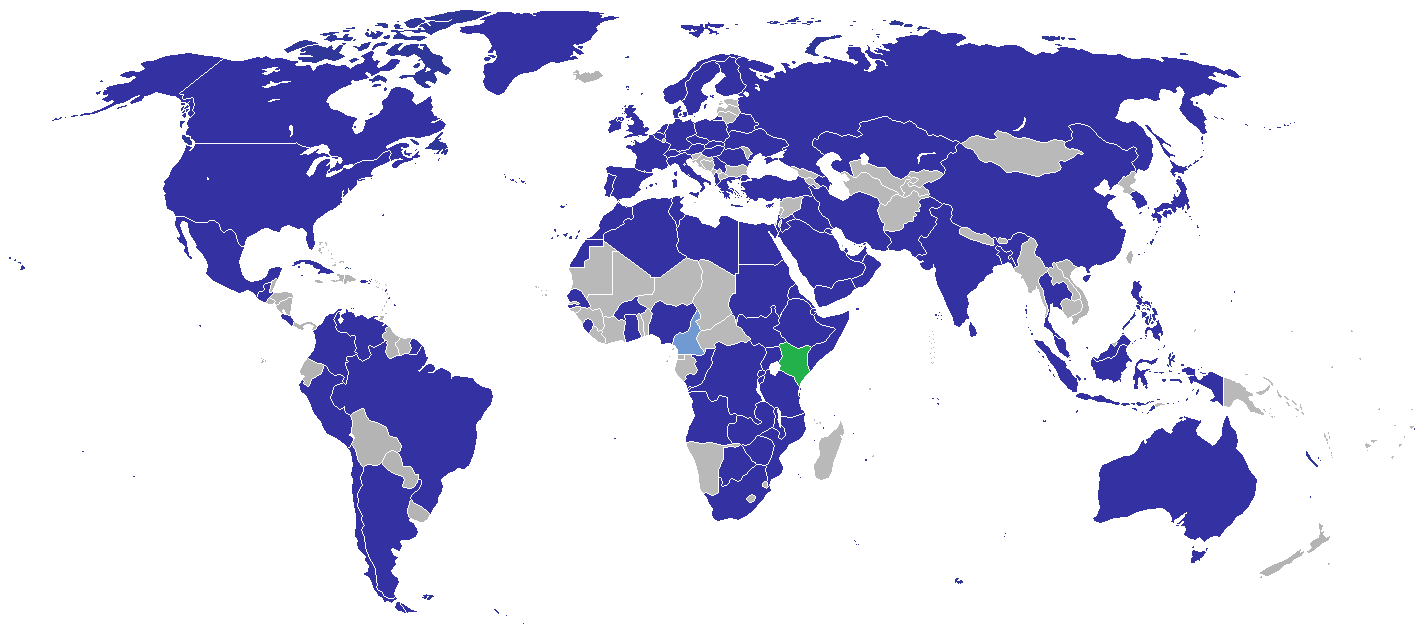
케냐에 설치한 외국공관들

다음은 케냐 주재 외국공관 목록이다. 현재 케냐의 수도 나이로비에는 92개의 대사관/고등판무관 사무소가 있으며 몸바사에는 3개의 영사관이 있다. 명예 영사는 아래에 열거되어 있지 않다.

## 나이로비의 재외공관

### 대사관 및 고등판무관 사무소
1. 알제리
2. 앙골라
3. 아르헨티나
4. 오스트레일리아
5. 오스트리아
6. 방글라데시
7. 바베이도스[1][2]
8. 벨라루스
9. 벨기에
10. 베냉
11. 보츠와나
12. 브라질
13. 불가리아
14. 부르키나파소[3]
15. 부룬디
16. 캐나다
17. 칠레
18. 중화인민공화국
19. 콜롬비아
20. 콩고 공화국
21. 콩고 민주 공화국
22. 코스타리카
23. 쿠바
24. 체코
25. 덴마크
26. 지부티
27. 이집트
28. 에리트레아
29. 에티오피아
30. 핀란드
31. 프랑스
32. 독일
33. 가나
34. 그리스
35. 바티칸 시국
36. 헝가리
37. 인도
38. 인도네시아
39. 이란
40. 이라크
41. 아일랜드
42. 이스라엘
43. 이탈리아
44. 일본
45. 요르단
46. 쿠웨이트
47. 리비아
48. 말라위
49. 말레이시아
50. 멕시코
51. 모로코
52. 모잠비크
53. 네덜란드
54. 나이지리아
55. 노르웨이
56. 오만
57. 파키스탄
58. 팔레스타인
59. 필리핀
60. 폴란드
61. 포르투갈
62. 카타르
63. 루마니아
64. 러시아
65. 르완다
66. 사우디아라비아
67. 사하라 아랍 민주 공화국
68. 세네갈
69. 세르비아
70. 시에라리온
71. 슬로바키아
72. 소말리아
73. 남아프리카 공화국
74. 대한민국
75. 남수단
76. 몰타 기사단
77. 스페인
78. 스리랑카
79. 수단
80. 스웨덴
81. 스위스
82. 탄자니아
83. 태국
84. 튀니지
85. 튀르키예
86. 우간다
87. 우크라이나
88. 아랍에미리트
89. 영국
90. 미국
91. 베네수엘라
92. 예멘
93. 잠비아
94. 짐바브웨

### 유엔 나이로비 사무국
- 케냐
- 폴란드[4]
- 미국[5]

### 기타 임무 또는 대표단
- 유럽 연합 (대표부)
- 소말릴란드 (대표부)

## 영사관

### 나이로비
- 카메룬 (총영사관)[6]

### 몸바사
- 인도 (부고등판무관 사무소)
- 탄자니아 (총영사관)
- 우간다 (총영사관)[7]

## 같이 보기
- 케냐의 재외공관 목록